# Кришталевий черевичок (фільм, 1960)
«Кришталевий черевичок» (рос. Хрустальный башмачок) — радянський фільм-балет, поставлений на Кіностудії ім. М. Горького в 1960 році кінорежисером Олександром Роу і режисером-балетмейстером Ростиславом Захаровим. Екранізація балету Сергія Прокоф'єва «Попелюшка» у постановці Ростислава Захарова (Большой театр, 1945).

## Сюжет
Традиційна казка про Попелюшку, розказана за допомогою танцю.

## У ролях
- Раїса Стручкова — Попелюшка
- Геннадій Ледяхов — Принц
- Олена Ванке — Мачуха
- Лесма Чадарайн — Кривляка
- Наталія Риженко — Злюка
- Анатолій Павлінов — Батько Попелюшки
- Катерина Максимова — Весна
- Олена Рябінкіна — Літо
- Марина Колпакчі — Осінь
- Наталія Таборко — Зима
- Юрій Виренков — Блазень
- Олександр Радунський — Церемоніймейстер
- Леонід Швачкин — Гном дванадцятої години
- Ніна Симонова — Андалузка
- Володимир Кудряшов — Андалузець
- Юламей Скотт — Танець зі змією
- Валентина Фаєрбах — Соло мазурки
- Юрій Папко — Соло мазурки

## Знімальна група
- Сценарно-хореографічний план
Олександра Гінцбурга, Ростислава Захарова, Олександра Роу
за мотивами лібрето Миколи Волкова
- Постановка — Олександра Роу, Ростислава Захарова
- Головний оператор — Олександр Гінзбург
- Декорації та костюми за ескізами Петра Вільямса
виконані художніми майстернями Великого театру СРСР
- Звукооператор —  Анатолій Дикан
- Режисер-балетмейстер — Володимир Захаров
- Монтаж —  Євгенія Абдіркіна
- Редактор —  Віра Бірюкова
- Головний художник —  Михайло Петровський
- Художники-гримери: 
 Н. Мардісова, Ю. Шарова, В. Шаров, В. Жабокритська
- Комбіновані зйомки: 
 Оператор —  Леонід Акімов 
 Художник —  Арсеній Клопотовський
- Директор картини —  Андрій Дем'яненко